# District de Kamikita
Le district de Kamikita (上北郡, Kamikita-gun) est un district de la préfecture d'Aomori, au Japon.

## Géographie

### Démographie
Lors du recensement national de 2000, la population du district de Kamikita était de 113 285 habitants répartis sur une superficie de 1 653 km2.

### Municipalités du district
- Noheji
- Shichinohe
- Rokunohe
- Yokohama
- Tōhoku
- Oirase
- Rokkasho